# ريي تاناكا
ريي تاناكا (田中理恵 تاناكا ريي) هي مؤدية أصوات يابانية ولدت في 3 يناير 1979 في سابّورو، هوكّايدو.

## أدوارها في الأنمي

### مسلسلات أنمي تلفزيونية
- هاياتي نو غوتوكو! - ماريا
- هاياتي نو غوتوكو!! - ماريا
- هاياتي نو غوتوكو! CAN'T TAKE MY EYES OFF YOU - ماريا
- هاياتي نو غوتوكو! Cuties - ماريا
- البدلة المتنقلة جاندام سيد - لاكوس كلاين
- البدلة المتنقلة جاندام سيد ديستني - لاكوس كلاين، مير كامبل
- البدلة المتنقلة جاندام: أيتام الدم الحديدي - ميريبيت ستيبلتون
- روزن ميدن - سويغينتو
- روزن ميدن ترويمند - سويغينتو
- روزن ميدن (2013) - سويغينتو
- كانان - ليانغ تشي
- إير جير - سيمكا
- تشوبيتس - تشي
- كاتيكيو هيتمان ريبورن! - بيانتشي، هيبيرد
- ريد غاردن - لولا
- دوت هاك ساين - مورغانا
- أزومانغا دايو - كويومي ميزوهارا/يومي
- فل ميتال بانيك؟ فوموفو - رين ميكيهارا
- يوغي - فيفيان وونغ
- يوزاكورا كوارتيت - ماريابيل
- سترايك ويتشز - مينا-ديتليندي فيلكي
- برج درواغا 〜the Aegis of URUK〜 - عشتار
- جرافيتيشن - أياكا أوسامي
- باكوريتسو تنشي - سي
- المدمر ساداميتسو - يايوي كاميشيرو
- دي إن إنجل - رمز الأبدية/توا-تشان
- كوينز بليد: المحاربة المتجولة - نيكس
- كوينز بليد: وريثة العرش - نيكس
- أراكاوا أندر ذا بريدج - شيمازاكي
- أراكاوا أندر ذا بريدج x بريدج - شيمازاكي
- تورادورا! - يوري كويغاكوبو
- فرسان الأرض - والدة وسيم
- إم إم! - ميتشيرو أونيغاوارا
- طريق السلام - لبنى
- غريت تيتشر أونيزوكا - أكاني فوجيتا
- حماس كرة القدم - كيوكو
- متاعب سايكي كوسوؤو - كومي سايكي

### أنمي الإنترنت
- سجلات راغناروك - أفروديت

### أوفا أنمي
- روزن ميدن أوفرتوري - سويغينتو
- كوينز بليد: المحاربات الجميلات - نيكس

### أفلام أنمي
- سلسلة أفلام حدود الفراغ
  - حدود الفراغ: الفصل الأول «طلة على المنظر» - كيريي فوجو
  - حدود الفراغ: الفصل الرابع «كهف الدير» - كيريي فوجو
- سلسلة أفلام بيرسونا 3 ذا موفي
  - بيرسونا 3 ذا موفي: #1 Spring of Birth - ميتسورو كيريجو
- هاياتي نو غوتوكو! HEAVEN IS A PLACE ON EARTH - ماريا
- دورايمون: نوبيتا و معركة حوريات البحر - صوفيا

## أدوارها في ألعاب الفيديو
- بيرسونا 3 - ميتسورو كيريجو
- بيرسونا 3 فيس - ميتسورو كيريجو
- بيرسونا 3 بورتبل - ميتسورو كيريجو
- بيرسونا 4 أرينا - ميتسورو كيريجو
- بيرسونا 4 أرينا ألتيماكس - ميتسورو كيريجو
- بيرسونا Q شادو أوف ذا لابيرينث - ميتسورو كيريجو
- بيرسونا 3 دانسينغ إن مونلايت - ميتسورو كيريجو
- مارفل فرسس كابكوم 3 - موريغان إينسلاند
- ألتيميت مارفل فرسس كابكوم 3 - موريغان إينسلاند
- دراكنغارد 3 - ون
- تيلز أوف إكسيليا 2 - فيرا
- ناين آورز، ناين بيرسونز، ناين دورز - لوتس
- سكالغيرلز - باراسول
- ميجا مان زيرو - سييل

## أدوارها في الدبلجة اليابانية
- وقت المغامرة - أميرة العلكة
- أكوا مان - ميرا

## وصلات خارجية
- ريي تاناكا على موقع IMDb (الإنجليزية)
- ريي تاناكا على موقع ميوزك برينز (الإنجليزية)
- ريي تاناكا على موقع ديسكوغز (الإنجليزية)
- ريي تاناكا على موقع قاعدة بيانات الفيلم (الإنجليزية)
- ريي تاناكا على موقع ANN person (الإنجليزية)